# Foxhole
Foxhole — кооперативна багатокористувацька відеогра у жанрі стратегії в реальному часі. Гра, розроблена компанією Siege Camp, використовує рушій Unreal Engine 4 і аксонометричну проєкційну перспективу, подібно до звичайних відеоігор у цьому жанрі з видом зверху вниз.

## Ігровий процес
Гравці можуть обирати між двома протилежними фракціями, колоністами та варденами, кожна з яких має різні візуальні ефекти, зброю та транспортні засоби. Роль гравця не визначена заздалегідь: не існує системи нагородження за клас або просування гравця, хоча існує рангова система, яка дає більше прав, як-от можливість робити пости на карті і формувати клани. Просування системою рангів відбувається за допомогою «похвал», своєрідних балів досвіду, які гравець отримує поступово за гру.
У грі присутня ігрова економіка, керована гравцями, що вимагає від них використання інструментів, таких як молоток, кувалда або комбайн, аби збирати сировинні ресурси зі стилізованих рудних родовищ, позначені маркерами на карті. Сировинні ресурси відправляють на переробний завод, де їх переробляють на базові та рафіновані матеріали. Ці матеріали використовуватимуться для виробництва всього, що фракція буде використовувати в бою, включаючи зброю, боєприпаси, укріплення і транспортні засоби.
Обравши фракцію, гравець з'являється в домашньому регіоні. Звідси гравці отримують доступ до екрану вибору регіону, де можуть обрати місце для висадки, якими виступають ратуши і реліквійні бази, контрольовані союзниками, за умови, що вони мають необхідні покращення і на них є принаймні один предмет постачання солдатів, яким у грі виступає сорочка. Місто з ратушею є стратегічною зоною, де фракція має доступ до гарнізонних будинків і сховищ, зайнятих штучним інтелектом, які часто супроводжуються будівлями для зберігання припасів, зокрема складами або морськими портами.
У деяких містах є спеціальні об'єкти, такі як фабрики, гаражі та верфі, які дозволяють гравцям виробляти обладнання та транспортні засоби. Завдяки цьому деякі міста мають більшу логістичну, а отже, і стратегічну цінність, ніж інші, що робить їх вартими більшого часу та зусиль для захисту. Предмети та транспортні засоби, вироблені на заводах або фабриках масового виробництва, постачаються в ящиках, які являють собою групи окремих предметів, що можуть бути перевезені в транспортних контейнерах. У грі існує велика залежність від скоординованої логістики, що вимагає організованих поставок на фронтові бази, щоб забезпечити гравців на передовій зброєю та боєприпасами, а також матеріалами для ремонту та будівництва укріплень. Оскільки одна сорочка витрачається кожного разу, коли гравець з'являється на базі, постачання ресурсів на бази є важливою частиною логістичних зусиль у кожній війні.
Гравцям рекомендується працювати разом, щоб ефективно використовувати ресурси, розвіддані, транспортні засоби, зброю та боєприпаси, аби отримати перевагу над опонентом. Гравці також можуть планувати і здійснювати атаки разом з іншими, координувати атаки за допомогою системи позначок на карті і проводити розвідку, аби отримати тактичну перевагу над супротивником. «Похвали» від інших гравців підвищують ранг гравця, який їх отримує, заохочуючи командну роботу та логістичні завдання. У грі існує денний і нічний цикл, де 12 ігрових годин дорівнюють 30 хвилинам у реальному часі, хоча регіони мапи перебувають у різних циклах, імітуючи часові пояси. Головною особливістю гри є система штучного інтелекту, за допомогою якої певні оборонні споруди поблизу дружніх баз контролюються автоматично, відкриваючи вогонь по ворогах, щоб захистити локації, навіть якщо гравці, що захищаються, відсутні.
Щоб виграти війну, гравці мають здобути певну кількість переможних очок, контролюючи ратуші, позначені на карті світу. Для цього обидві фракції повинні координувати свою логістику та армію, аби захопити ратуші ворожих баз. Користувачі також працюють над розблокуванням нових технологій, вивчаючи їх за допомогою дерева технологій, задля якого гравці збирають специфічні технічні ресурси на звалищах металобрухту.

## Розробка
Siege Camp, що до середини 2021 року мала назву Clapfoot Inc., працювала над розробкою Foxhole з початку 2016 року. Метою було створити масову багатокористувацьку військову гру, дія якої відбувалася б у постійному світі, залишаючи гравцям можливість керувати всіма аспектами військових дій. Перший публічний реліз на стадії пре-альфа відбувся в липні 2016 року, залучивши 64 гравця, що діяли на одному сервері в одному регіоні. Згодом кількість гравців зросла до 120 осіб. 
На ранніх етапах розробки розглядалися можливості виду камери з перспективою від першої особи та покроковий формат гри. Зрештою, була прийнята перспектива зверху вниз, щоб заохотити гравців сфокусуватися на стратегії та співпраці гравців, а не на зануренні. Дія гри відбуватиметься у вигаданому всесвіті, який творчо віддає данину поваги війні початку XX століття. Основна увага при розробці Siege Camp була зосереджена на створенні оригінальних, а не історичних дизайнів транспортних засобів, зброї та персонажів.
World Conquest, основний ігровий режим у Foxhole, в якому битви відбуваються одночасно у всіх ігрових регіонах, які пов'язані один з одним, був вперше випущений у березні 2018 року. На момент релізу ігровий режим включав 9 взаємопов'язаних регіонів, в яких відбувався глобальний конфлікт. З тих пір карта була розширена до загальної кількості 37 регіонів.

## Реакція
Геймплей Foxhole, а також його система логістики, загальні елементи гри, а також особливості камери зверху вниз, у своєму подкасті Electronic Wireless Show обговорював Брендан Колдуелл з Rock, Paper, Shotgun.
Коментуючи у своєму попередньому огляді елемент кооперативності гравців Ліф Джонсон з IGN заявляв, що йому «сподобалася Foxhole, і я знаю, що значною мірою ця насолода виросла зі здивування від спостереження за тим, як багато гравців працюють разом».
Наприкінці 2021 — початку 2022 року група гравців під загальною назвою Logistics Organisation for General Improvement (L.O.G.I.) виступила за реформування внутрішньоігрової логістичної системи, за допомогою якої гравці сами надають усі матеріали та припаси, що використовуються на передовій. У грудні 2021 року група, що налічувала близько 1800 членів, написала відкритого листа до розробників гри, в якій перерахувала одинадцять «найбільш згубних для логістики проблем» і вимагала «конкретної та детальної відповіді» до 10 січня 2022 року. Оскільки до встановленого терміну відповіді не надійшло, L.O.G.I. оголосила логістичний страйк, який привернув увагу ЗМІ і завершився 1 березня 2022 року в результаті оновлення 48, яке вирішило багато питань, перелічених у листі групи.